# John Stallo
Johann Bernhard Stallo, conosciuto come John (Sierhausen, 16 marzo 1823 – Firenze, 6 gennaio 1900), è stato un giurista, filosofo e ambasciatore tedesco naturalizzato statunitense.

## Biografia

### Infanzia e adolescenza
Stallo nacque a Sierhausen, nel Granducato di Oldenburg (Germania) nel 1823, figlio di un maestro di scuola, Johann Heinrich Stallo (1797-1840) e di Anna Maria Adelheid Moormann (1798-1861). Egli studiò a casa e in una libera scuola cattolica a Vechta e successivamente, poiché la famiglia non si poteva permettere di mandarlo al ginnasio, emigrò negli Stati Uniti nel 1839, a Cincinnati (Ohio), non lontano da suo zio, il socialista utopista Franz Joseph Stallo, dove molti altri membri della famiglia si sarebbero poi trasferiti.
Stallo insegnò tedesco e matematica al St. Xavier College (ex liceo gesuita denominato "The Atheneum") dal 1841 al 1844. Pubblicò il suo primo libro dal titolo ABC, Spelling and Reading Book for the German Schools of America, che abbe successo. Insegnò in seguito matematica e scienze in un altro istituto gesuita, il St. John's College (l'attuale Fordham University) a Fordham (New York) nel 1844-48, dove scrisse la prima grande opera, General Principles of the Philosophy of Nature (1848). L'opera, che in seguito definì "giovanile", è una riaffermazione della filosofia della natura di Hegel.
Stallo sposò Helena Zimmerman di Cincinnati nel 1850, dalla quale ebbe dieci figli, cinque dei quali sopravvissuti all'infanzia.

## Politica
Stallo tornò a Cincinnati nel 1849 dove esercitò la professione di avvocato (nello studio di Stallo & Kittridge), tranne che per un breve periodo come giudice del tribunale della contea di Hamilton di Common Pleas (nell'Ohio, un "tribunale di generale giurisdizione ", secondo il dizionario della legge di Black) (1852-1855). Fu attivo in politica e in seguito fu conosciuto come uno degli "hegeliani dell'Ohio", che comprendevano August Willich, Moncure Daniel Conway e Peter Kaufmann.
Democratico per molti anni, Stallo si allontanò dal partito sulla schiavitù e sostenne Abraham Lincoln e il nuovo Partito Repubblicano durante la guerra civile americana. Aiutò ad organizzare il "reggimento di Stallo" dalla comunità tedesco-americana. Egli divenne repubblicano, con sorpresa di tutti dato che pochi cattolici lo erano nel 1850, tuttavia era un cattolico abbastanza liberale e a volte fu descritto come pensatore libero. Rappresentò i fiduciari della Chiesa della Santa Trinità nella loro lotta per mantenere il controllo contro il tentativo dell'arcivescovo di Cincinnati di stabilire il metodo del diritto canonico romano cattolico di avere tutte le proprietà della diocesi detenute dal vescovo.
Egli prese parte al movimento liberale repubblicano del 1872 e fu ricompensato per il suo sostegno al candidato democratico Grover Cleveland nel 1884, con l'incarico di ambasciatore ("inviato straordinario e ministro plenipotenziario") in Italia (1885-1889). Secondo Andrew Dickson White, Stallo fu un diplomatico esemplare:
(A. D. White, Autobiografia)
Dopo che Cleveland ebbe perso la prima campagna di rielezione contro Benjamin Harrison nel 1888, Stallo si ritirò a Firenze, dove riunì una raccolta dei suoi saggi scritti in tedesco, Reden, Abhandlungen und Briefe. Morì il 6 gennaio 1900.

## La "guerra della Bibbia" di Cincinnati
Stallo sostenne un famoso caso che favoriva la separazione tra chiesa e stato nelle scuole pubbliche dell'Ohio. Alla fine del 1869 un consiglio scolastico di Cincinnati, appena eletto, decise di vietare il canto degli inni e la lettura della Bibbia nelle scuole pubbliche della città. Un gruppo conservatore intentò una causa contro il consiglio per bloccare il divieto. Difeso da un gruppo che comprendeva George Hoadly (in seguito governatore dell'Ohio) e Thomas Stanley Matthews (in seguito giudice associato della Corte suprema degli Stati Uniti), Stallo concluse l'arringa affermando:
(in Brumberg, 2003)
Il consiglio tuttavia perse per voto due-a-uno della corte superiore fu ingiunto di far rispettare la decisione sulla lettura della Bibbia. Le argomentazioni di Stallo in appello alla corte suprema dell'Ohio condussero al ribaltamento unanime della corte inferiore e alla reintroduzione del divieto di lettura della Bibbia nel 1872.

## The Concepts and Theories of Modern Physics
Dopo la guerra Stallo scrisse la sua opera più famosa, The Concepts and Theories of Modern Physics (Concetti e teorie della fisica moderna), pubblicata per la prima volta nel 1882: affronta il ruolo dei "concetti" nella teoria fisica, sostenendo che devono essere trattati come provvisori e avvertimenti delle trappole mentali di concetti errati per fatti; questo libro rappresenta un primo esempio della moderna filosofia della scienza. Passò attraverso tre edizioni americane nella vita di Stallo, che furono simultaneamente pubblicate in Inghilterra. Una traduzione francese fu pubblicata nel 1884, con una prefazione di Charles Friedel. Tra molti altri, la seconda edizione fu letta da Bertrand Russell, che gli assegnò tre note a piè di pagina nel suo An Essay on the Foundations of Geometry (1897). Le note di Russell riportarono Stallo all'attenzione del fisico tedesco Ernst Mach, che vide in Stallo uno spirito filosofico e scientifico affine. Mach iniziò una corrispondenza con Stallo, interrotta dalla morte di quest'ultimo, dopodiché Mach organizzò una traduzione tedesca di Hans Kleinpeter, alla quale Mach contribuì con una prefazione. Die Begriffe und Theorien der Modernen Physik fu pubblicato nel 1901 (Barth, Leipzig) e riemesso nel 1911 con una breve prefazione di Kleinpeter. Questa traduzione ha introdotto Stallo in un pubblico tedesco e ha contribuito a stabilire The Concepts come un importante contributo alla filosofia della fisica. Una moderna edizione americana, basata sull'edizione del 1888, è stata curata dal fisico americano e padre di "operationalism", Percy Williams Bridgman.
Nel capitolo XIV, "Lo spazio metageometrico alla luce dell'analisi moderna Saggio di Riemann", Stallo critica in modo fiammeggiante "Sull'ipotesi che giace alla base della geometria" di Riemann, terminando con l'affermazione che "l'argomento analitico a favore dell'esistenza, o la possibilità, dello spazio trascendentale è un'altra istanza flagrante della reificazione dei concetti."

## Pubblicazioni
- General Principles of the Philosophy of Nature, with an Outline of Some of Its Recent Developments Among the Germans, Embracing the Philosophical Systems of Schelling and Hegel, and Oken's System of Nature. Boston: W. Crosby and H.P. Nichols, 1848. "General Principles" was received with great interest by the New England Transcendentalists, in particular Ralph Waldo Emerson, who referred to Stallo's book in his journals. Of interest was Stallo's argument that thought was fundamentally identical with the universe. The book was reviewed in the Massachusetts Quarterly by Theodore Parker, who called it "a grand solid book."[15]
- Reply to Prof. O.A. Brownson's lecture on non-intervention, before the Mercantile Library Association of Cincinnati. A lecture delivered in Smith & Nixon's Hall, Cincinnati, February 20, 1852 Cincinnati, Pub. for the Committee, by C.A. Morgan & Co., 1852. Refers to Orestes Augustus Brownson (1803–1876) on the uprising in Hungary in (1848–1849).
- Thomas Jefferson Cincinnati, O. : Gedruckt in der Offizin des "Pionier", 1855.
- Alexander von Humboldt : eine Gedächtnissrede Cincinnati : Theobald und Theurkauf, 1859.
- Minor, John D., and others. The Bible in the public schools, pp. 420. Clarke : Cincinnati, 1870. Contains the opinions and decisions of the superior court of Cincinnati, with the arguments of George Hoadley, Rufus King, Stanley Matthews, George R. Sage, William M. Ramsey, and J. B. Stallo. Cited by Monroe Bibliography of Education
- The secularization of public education. Cincinnati: R. Clarke, 1870 Cited in Will Seymour Monroe Bibliography of Education, p. 134.[16]
- State Creeds and Their Modern Apostles. A Lecture Delivered in Rev. Mr. Vickers' Church, Cincinnati, on the Evening of April 3, 1870. Cincinnati: R. Clarke 1872. (Rev. Thomas Vickers, Pres., Univ. Cincinnati, 1877-1884[13])
- The Primary Concepts of Modern Physical Science.
- The Concepts and Theories of Modern Physics. New York and London, 1882; 2nd ed. 1884;[14] 3rd ed. 1888; Cambridge, Mass., 1960.
- Reden, Abhandlungen und Briefe. New York: E. Staiger, 1893.[15][permanent dead link]